# Dorfkirche Spremberg
Die evangelisch-lutherische Dorfkirche von Spremberg, heute die Hauptkirche der beiden Gotteshäuser der Stadt Neusalza-Spremberg, gehört wie die Dreifaltigkeitskirche in Neusalza zur Ephorie Löbau-Zittau der Evangelisch-Lutherischen Landeskirche Sachsens.

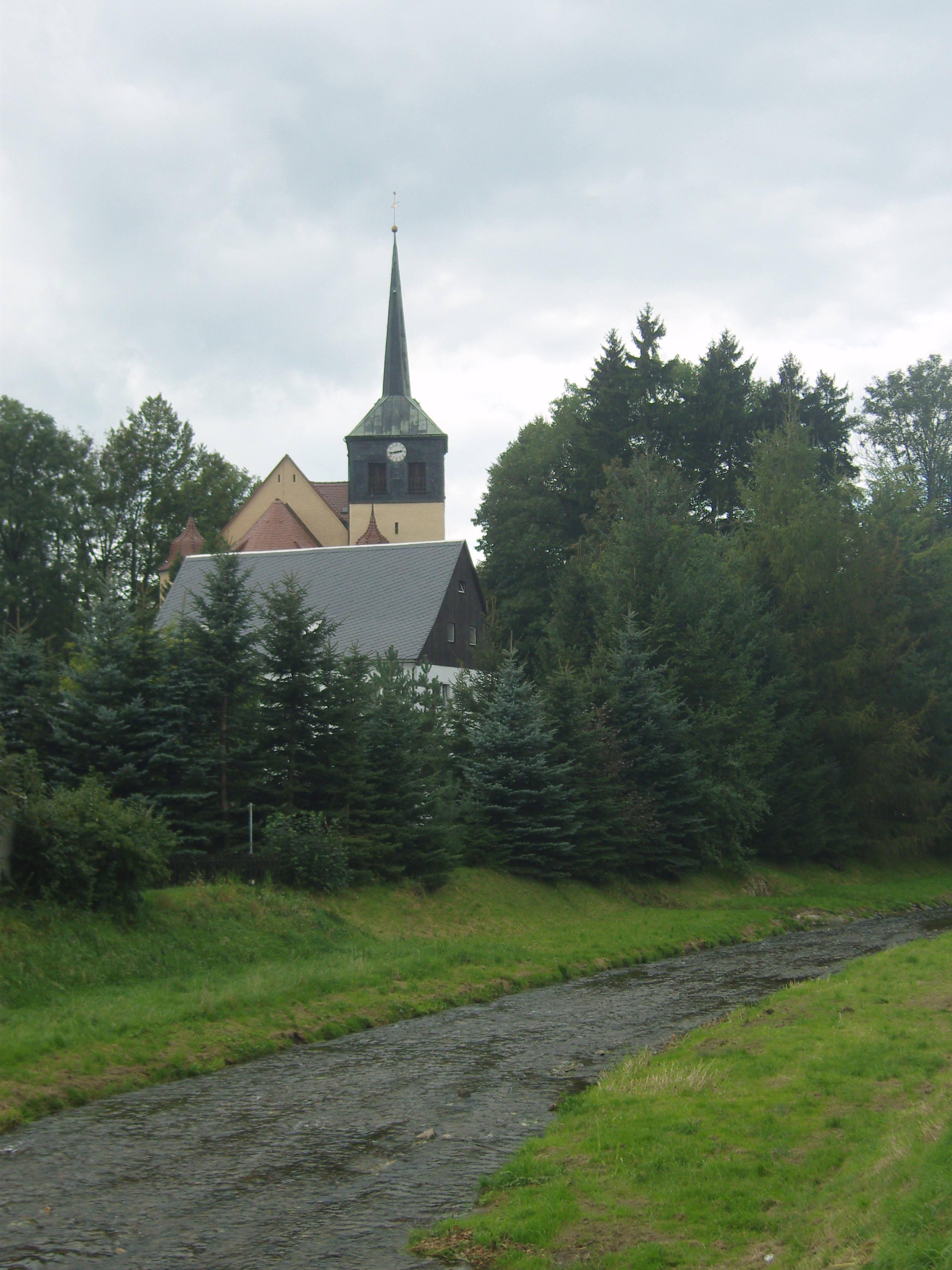
Blick über die Spree zur Spremberger Kirche

## Die Ortsgründung und der wahrscheinlich erste (hölzerne) Kirchenbau
Die größere der beiden Kirchen der erst 1920 vereinigten Stadt, einst die Kirche der Dorfgemeinde Spremberg, ist weit älter als die ehemalige „Exulantenkirche“ Neusalza. Die Spremberger Kirche geht in ihren Anfängen bis in das 13. Jahrhundert zurück. Die dörfliche Ansiedlung Spremberg entstand im Zuge der feudalen deutschen Ostsiedlung durch Rodung seinerzeit als Waldhufendorf durch Kolonisten aus Franken und Thüringen beiderseits des Oberlaufs der Spree. Als Siedelführer bzw. Lokator Sprembergs wird Hertwicus de Sprewemberch angesehen, der 1242 urkundlich bezeugt ist. Über einen sakralen historischen Vorgängerbau lässt sich nur mutmaßen. Es ist anzunehmen, dass er zwischen den Jahren 1230 und 1270 errichtet wurde. Es könnte sich dabei um einen einfachen Fachwerkbau aus Holz und Lehm gehandelt haben, der mit dem üblichen Strohdach gedeckt war, da die fränkischen und thüringischen Siedler diesen Baustil auch in ihrer neuen Heimat – dem Oberlausitzer Bergland – anwendeten. Die neuen deutschen Ansiedler dachten jedenfalls strategisch und erbauten ihre Kirche in zentraler Ortslage auf dem Plateau des auf drei Seiten steil zur Spree abfallenden und später so genannten Kirchberges. Der Hügel (341 m) war ihnen zugleich Bastion – eine Zufluchtsstätte in kriegerischer Zeit. An gleicher Stelle erfolgte dann später der Bau der ersten Kirche aus Feldsteinen.
Auf alle Fälle bestand die Spremberger Kirche schon vor 1271. In jenem Jahr war es nämlich zu einem Eklat zwischen den Markgrafen von Brandenburg als neuen Landesherren der Oberlausitz und dem Bistum Meißen gekommen, das in der betreffenden Region sechs kaiserlich privilegierte Güter bzw. Dörfer, darunter Beiersdorf, Cunewalde, Spremberg und Friedersdorf, als Stiftsgüter besaß. Demzufolge übte das Bistum dort auch die Grundherrschaft durch Stiftsbeamte aus. Die Ursache der Differenzen lag in der Ausführung der Gerichtsbarkeit, die die Vögte beider Feudalmächte, der weltlichen wie der geistlichen, verfolgten und auf ihre Weise auslegten. Die Folge waren juristische Überschneidungen. Um Druck auf die Landesherrschaft der Brandenburger Markgrafen zu betreiben, „… hatte der Meißner Bischof Withego I. [1266–1293] deshalb an diesen Orten den Gottesdienst suspendiert.“ Der Streit beider Obrigkeiten wurde wenig später durch vereidigte Schiedsmänner durch einen Vergleich am 21. Januar 1272 in Bautzen beigelegt und die Suspendierung des Gottesdienstes in den betreffenden Dörfern aufgehoben. Von dem historischen Vorläufer der Spremberger Kirche haben sich keine Spuren erhalten.

## Der zweite (steinerne) Kirchenbau und sein Schicksal bis 1430
„Aber schon im Laufe des 14. Jahrhunderts, zwischen 1300 und 1400 ist wahrscheinlich das Langhaus der alten, 1901 abgebrochenen Kirche, errichtet worden, denn die dicken Bruchsteinmauern lassen ein so hohes Alter vermuten. Das Mauerwerk war mit Lehmmörtel ausgefugt und die unregelmäßigen Fenster sind wohl erst später … durchgebrochen worden.“ Glas für die Kirchenfenster stand erst später zur Verfügung. Der massive Bau aus Feldsteinen könnte sicherlich eine Art Wehrkirche gewesen sein, in den sich die Spremberger Dorfbewohner bei Gefahr zurückziehen konnten. Als Relikt aus jener Zeit gilt ein frühgotisch-spitzbogiges Tor aus Sandstein, das das Portal am westlich gelegenen Eingang auf der Südseite der jetzigen Kirche umrahmt. Das mit einfachen, aber edlen Linien und kleinen Rosetten verzierte Tor fand, ebenso wie die beiden anderen, seine Wiederverwendung beim Neubau in den Jahren 1901/02. Die historische Kirche aus Stein war dem Grundriss nach ein kleiner rechteckiger Bau, hatte keine Apsis, aber schon eine Sakristei und nur einen hölzernen Turm, genannt „Seigertum“, mit zwei Glocken, dessen Standort bei oder an der Kirche bis heute nicht bekannt ist.
Der Ort Spremberg und dessen Kirche müssen damals – in katholischer Zeit – eine gewisse regionale Bedeutung gehabt haben. Nach einer Matrikel des Bistums Meißen aus dem Jahr 1346 war die Spremberger Kirche mit einem Bischofszehnt von 8 Mark veranschlagt, während die benachbarten Kirchgemeinden Oppach mit 4, Taubenheim und Dürrhennersdorf mit je 2, Ebersbach mit 1,5 und Schönbach nur mit 1 Mark belastet wurden. Neben dem sächsischen Spremberg (Amt Stolpen) gehörten Fugau (heute wüst) und Königswalde in Nordböhmen sowie Friedersdorf in der Lausitz zum Spremberger Kirchspiel (Parochie), sodass die Gemeinden staatsrechtlich in drei verschiedenen Ländern lagen.
Während der Hussitenkriege (1419–1437), die von Böhmen aus die Oberlausitz als böhmisches Nebenland überzogen, wurde auch Spremberg wahrscheinlich im Zusammenhang mit den hussitischen Angriffen auf Bautzen in den Jahren 1429 und 1431 heimgesucht und dessen damals bedeutende Kirche bis auf die Grundmauern niedergebrannt. Den Anlass dazu lieferte anscheinend die damalige weltliche und geistliche Dorfobrigkeit, vertreten in Person des Spremberger Grundherrn Sigmund von Raussendorf (Rawsendorff) und seines Bruders, des Pfarrers Friedrich von Raussendorf. Er ist der erste urkundlich überlieferte Pfarrer der Spremberger Kirchgemeinde. Als Kaiser und Papst treu ergebene Katholiken traten sie als unversöhnliche Gegner der hussitischen Volksbewegung auf und paktierten zudem um ihres Vorteils willen mit dem nordböhmischen Raubritter Mixi Panzer (Mikusch) von Smoyn, der in der Gegend zwischen Bautzen und Löbau plünderte und mit beiden Sechsstädten in Fehde lag. Die ausgebrannte Kirche des Ortes muss aber 1432 bereits wieder aufgebaut worden sein. „Eine Inschrift ‚Anno 1432‘, die nach glaubwürdigem Zeugnis in einem Fensterbogen der 1901 abgebrochenen alten Kirche angebracht war, lässt darauf schließen, dass die von den Hussiten zerstörte Kirche in diesem Jahr wiederhergestellt worden ist.“
Mit Luthers Thesenanschlag 1517 in Wittenberg und der darauf einsetzenden Reformation in Deutschland vollzog sich ein grundlegender kirchlicher und gesellschaftlicher Wandel. Die protestantisch-lutherische Lehre verbreitete sich rasch. Mit dem Übergang Sprembergs an das protestantisch gewordene Kurfürstentum Sachsen 1559 erfolgte die Einführung der Reformation im Kirchspiel Spremberg durch den herrschaftlichen Beauftragten Hennigke von Raussendorf am 1. Mai des gleichen Jahres. Mit David Styrius, einem gebürtigen Schlesier, der in Leipzig studierte und in Wittenberg seine Ordination empfing, erhielt die Spremberger Kirchgemeinde ihren ersten evangelischen Pfarrer, der er von 1555 bis 1559 vorstand.

## An- und Umbauten vom 16. bis 19. Jahrhundert
In der zweiten Hälfte des 16. Jahrhunderts muss ein größerer Umbau stattgefunden haben, an den zwei Tore im Renaissancestil von etwa 1600 erinnern. Das größere befindet sich an der Nordseite der heutigen Kirche, das kleinere am südöstlichen Treppenturm. Im Jahr 1657, neun Jahre nach dem Westfälischen Frieden, entstand der noch heute bestehende wuchtige Turm an der Nordostecke des Langhauses bei der alten Sakristei. Auf vertraglicher Grundlage der Grundherrschaften von Ober- und Niederspremberg und Kirchenpatrone, Gotthard von Bündemann und Wolf-Ulrich von Raußendorf, und Pfarrer Andreas Meyer, der von 1650 bis 1679 in Spremberg wirkte, erbaute Maurermeister Christoff Michel aus dem nordböhmischen Königswalde, heute ein Ortsteil der Stadt Schluckenau, mit Gehilfen den neuen Turm für 50 Taler „… 6 Ellen [= 3.39 m] über die vorige Kirchmauer hoch“. In jener Zeit erwies sich auch der Bau eines neuen Langhausgiebels als dringend notwendig. Das erforderliche Holz (35 Baumstämme) und 2.000 Ziegel für den Neubau kaufte man für insgesamt 12 Taler in Löbau.

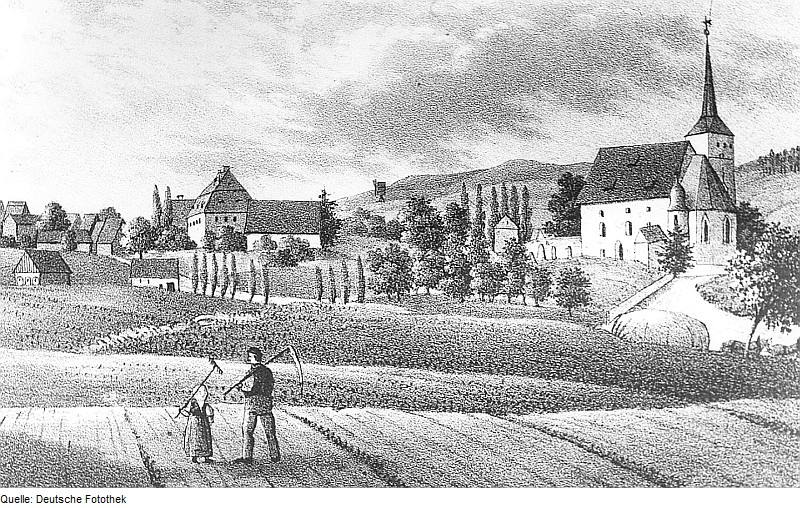
Historischer Blick auf Spremberg

Da sich der neue Turm als zu niedrig erwies, verpflichteten Grundherrschaft und Kirchgemeinde ein Jahr darauf (1658) den Maurermeister George Paul aus dem Nachbarort Ebersbach/Sa., den Turm um weitere 6 Ellen zu erhöhen. Der Zimmermeister Simon Bischoff aus Kunnersdorf/OL hingegen erhielt den Auftrag für 60 Taler den hölzernen Oberbau des Turms analog dem Turm der Kirche zu Oberoderwitz zu errichten und zugleich mit einem Glockenstuhl für drei Glocken herzurichten. Der kupferne Turmknopf entstand für neun Taler in Löbau. Der Spremberger Dorfschmied lieferte für fünf Taler die eiserne Fahnenstange. In dem mit Schindeln bedeckten Turm fanden die bisherigen zwei Glocken Platz. Der alte „Seigerturm“ hingegen wurde ausgebessert, neu gestrichen und der Knopf und die Fahnenstange mit Wetterhahn wieder aufgesetzt. Somit hatte die Spremberger Kirche zeitweilig zwei Türme. Die vorhandene alte Schlaguhr, die sich als ein sehr ungenauer Zeitmesser erwies, musste sich fast jährlich einer kostspieligen Reparatur unterziehen. Daneben bestand damals noch eine Sonnenuhr.
Inzwischen war die Spremberger Kirche einerseits trotz vieler Reparaturen baufällig geworden, andererseits entsprach sie räumlich nicht mehr der gewachsenen Anzahl von Kirchgängern. So entschloss man sich in der zweiten Hälfte des 17. Jahrhunderts zu einem gründlichen Neu- und Erweiterungsbau. Dafür wurde der Bautzener Baumeister Martin Pötzsch gewonnen, der nach Vorarbeiten 1664 in den Jahren 1665 und 1666 die noch heute bestehende Apsis an der Ostseite anbaute. Mit dem Anbau der stilvollen Apsis (Chor) – ein schmuckes Spitzbogengewölbe mit reichen Verzierungen und den Sprüchen „Gloria in excelsis Deo“ und „Jesus, Gottes Wort bleibt ewig“ versehen – vergrößerte sich das Volumen der Kirche um ein Drittel. Über dem Triumphbogen sticht die Jahreszahl 1666 hervor. „Im Innern [der Kirche] kann der von … Martin Pötzsch 1666 geschaffene dreiseitig geschlossene Chor als eine besondere Kostbarkeit gelten. Sein Gewölbe ist an Graten und Bändern sowie auf den Feldern mit Kränzen, Trauben, Rosetten, Engels- und Löwenköpfen ausgeschmückt.“ Der Gesamtbau kostete etwa 1.200 Taler. In jener Zeit entstanden wahrscheinlich auch die beiden kleinen schmucken Türme mit spitzhaubenförmigen Abschluss, die sich an der Nordost- bzw. Südostecke der Apsis befinden. Sie waren jedenfalls beim Neubau 1901/02 schon vorhanden und dienten bis in die jüngere Zeit als Aufgänge – innen mit Wendeltreppen versehen – zu den Emporen. Heutigen Tages bilden die überdachten Treppen an beiden Längsseiten des Kirchenschiffes den Aufstieg zu den Emporen.
Im Vorfeld der Bauarbeiten mussten die Ziegel aus Rumburg, Neugersdorf und Schirgiswalde heran transportiert werden, da dort Brennöfen bestanden. Der Kalk kam gar aus Ostritz bei Görlitz und aus Nechern bei Weißenberg. Die Transportarbeiten führten zumeist die Spremberger Bauern mit ihren Pferdefuhrwerken aus. Während dieser Zeit setzten zugleich Tischler- und Zimmermannsarbeiten für den Einbau von Emporen und dem weiteren Zurichten und Täfeln der Decken im Langhaus ein, sodass der Neubau erst in den folgenden Jahren seinen Abschluss fand.
An dem äußeren Bild der Spremberger Kirche veränderte sich in den 235 Jahren von 1666 bis 1901 kaum etwas. 1685 brach man den alten und kleineren Seigerturm aus Holz ab, erbaute 1701 an der Südwand der Spremberger Kirche eine neue Sakristei und deckte den Kirchturm mit Schindeln. Da das Kirchendach laufend Reparaturen erforderte, erfolgte in den Jahren von 1718 bis 1722 eine Neueindeckung mit Schiefer. Das Dachmaterial musste dazu aus Weesenstein in der Sächsischen Schweiz geholt werden.
Die wachsende Zahl der Gemeindeglieder erforderte in der Mitte des 18. Jahrhunderts den Einbau neuer Kirchenstände (1782/83) und „Porkirchen“ bzw. Emporen, darunter der sogenannten „Junggesellen-Porkirche“ und der „Fugauer Porkirche“. Die letztgenannte erinnerte an die ehemaligen evangelischen Kirchgänger aus dem benachbarten katholisch-böhmischen Grenzdorf Fugau. Damals erfolgte auch der Einbau der in Weiß und Gold gehaltenen herrschaftlichen Loge der Niederfriedersdorfer Rittergutsbesitzer von Oppell. Das schmucke fünfteilige Betstübchen aus Holz befindet sich neben dem Chor in Höhe der ersten Empore auf der Südseite. Ihm gegenüber sticht die jüngere im Jahr 1901 auf der Nordseite im Turm eingebaute Loge der letzten Spremberger Gutsherrschaft von Criegern hervor.
Im Jahr 1738 – wahrscheinlich während eines Sturms – stürzten Knopf und Fahne von der Turmspitze auf das Kirchendach herab und beschädigten es erheblich. Die Instandsetzungsarbeiten nahm der Dachdeckermeister Gottfried Richter aus Königstein vor. Die Dachreparatur dauerte sieben Wochen. Im Jahr 1801 mussten Knopf und die Wetterfahne von 1792 erneuert werden und erhielten 1863 eine neue Vergoldung. Beide wurden 1891 durch Blitzschlag getroffen und erforderten eine weitere Reparatur.
In jenen „Reparaturzeiten“, genau in der Nacht vom 22. zum 23. Januar 1854, suchte Vandalismus die Spremberger Kirche heim. Die Einbrecher, die anscheinend nicht das Gesuchte fanden, rissen dafür die Altar- und Kanzelbekleidung herunter, zerschnitten und beschmutzten sie, darunter das kleine zinnerne Taufbecken. Der Kriminalfall blieb unaufgeklärt. Die Spremberger Gemeindejugend sorgte für die Beseitigung der Schäden und Ersatz.

## Vom Neubau 1901/02 bis heute
In der zweiten Hälfte des 19. Jahrhunderts setzten Bestrebungen nach einer einschneidenden Erneuerung der Spremberger Kirche ein, die am 25. Januar 1866 – im Jahr des Preußisch-Deutschen Krieges – zur Gründung eines „Kirchenbauvereins“ führten. Die dazu erforderlichen Spenden versiegten aber zunächst infolge der politischen Veränderungen im kleinstaatlich zersplitterten Deutschland und der Gründung des Deutschen Reiches 1871. Aber 1883 war von neuen Sammlungen des Spremberger Kirchenvorstandes die Rede. Eine für 1884 geplante Renovierung der Kirche kam nicht zustande, aber die Visitation des Jahres 1897 gab dazu neuen Anstoß. Zunächst dachte man nur an einen Umbau. Jedoch ein Jahr später, am 29. August 1898, entschieden sich die zuständigen kirchlichen Gremien nach vielen Abwägungen schließlich für einen Neubau. Als Architekt wurde Fritz Reuter aus Dresden und als Baumeister Johann Ernst Fabian aus Ebersbach/Sa. verpflichtet.
Ostermontag, den 8. April 1901, fand in der alten Kirche der letzte Gottesdienst statt. Am folgenden Tag erfolgte der Abbruch des Langhauses. Kirchturm, Apsis und die beiden turmartigen Aufgänge zu den Emporen blieben unverändert erhalten und wurden im Verlauf des weiteren Baugeschehens in das neue Langhaus integriert, ebenso die bereits erwähnten historischen Torbögen aus dem 14. (Gotik) bzw. dem 16. Jahrhundert (Renaissance).

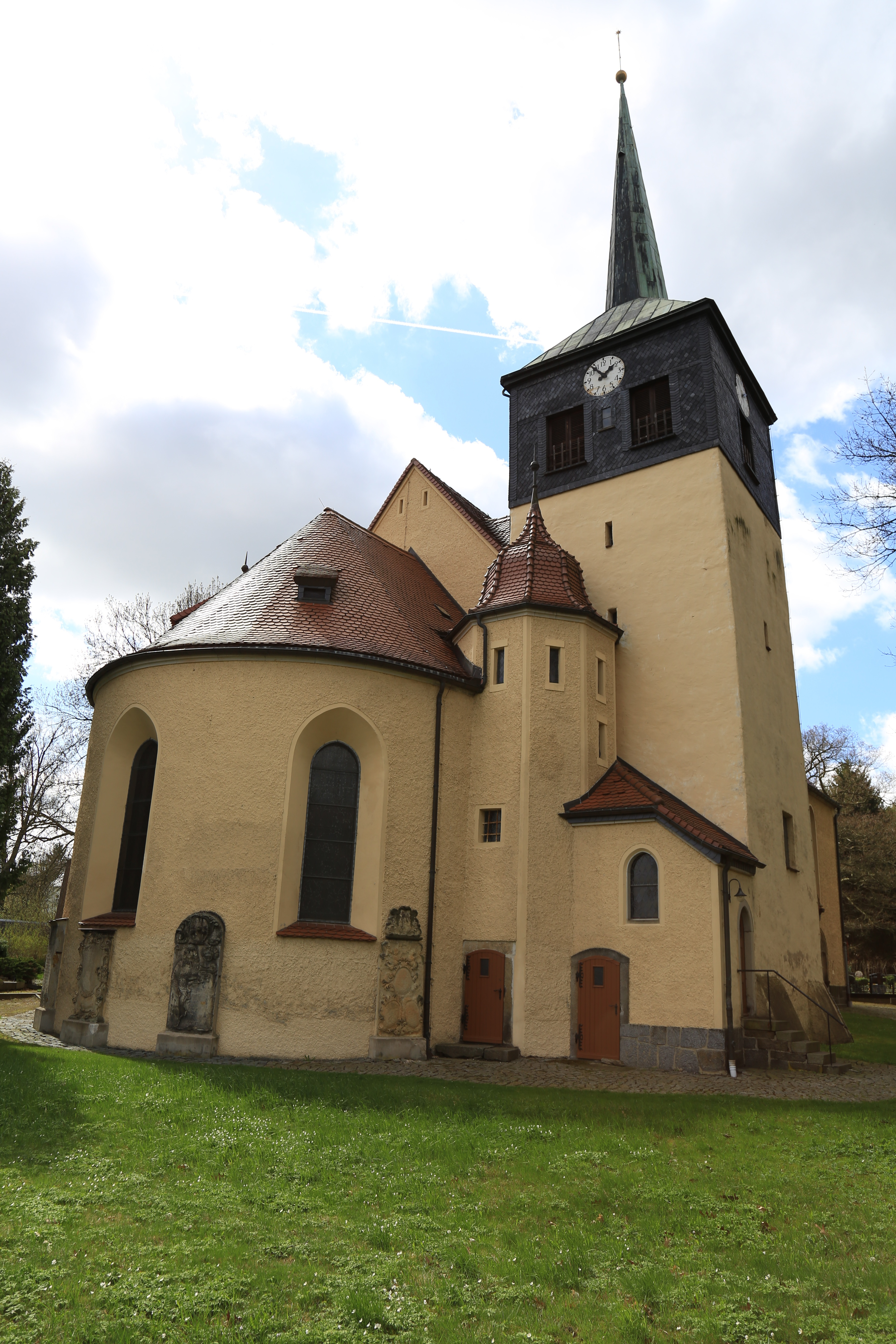
Apsis, Treppentürmchen und Kirchturm blieben erhalten, das Langhaus wurde erneuert.

Die beiden turmartigen Emporen-Aufgänge wirken im Bauensemble wie ein Bindeglied zwischen Langhaus und Apsis. Das Spitzdach der halbrunden Apsis wurde nicht mit dem Kirchendach verbunden. Dadurch erscheint der Ostgiebel des Langhauses als gleichschenkliges Dreieck. Die bunten Kirchenfenster fertigte die Firma Richard Schlein in Zittau an. Die neue Kirche wurde zugleich mit einer Dampfniederdruckheizung der Dresdener Fa. Gebrüder Körting ausgerüstet. 
Die am alten Langhaus stehenden Denkmäler erhielten einen neuen Platz an der südlichen Friedhofsmauer. Durch die zügigen Bauarbeiten wurde es möglich, dass bereits am 6. Juli 1901 das Richtfest stattfinden konnte. Nach weiteren acht Monaten, am 9. März 1902, erfolgte die feierliche Einweihung der neuen Spremberger Kirche. Der Neubau kostete insgesamt 72.848 Mark.
Ein Zeitzeuge, der 1904 bis 1935 wirkende Gemeindepfarrer Franz Ferdinand Rietzsch, äußerte sich zur Innenarchitektur: „Die Kirche macht auf den Besucher einen sehr guten stimmungsvollen Eindruck. Tritt man durch den Haupteingang an der Westseite ein, so fesselt die Apsis mit ihrer barocken Ornamentik und ihren schönen mit Darstellungen aus dem Leben Jesu versehenen bunten Fenstern den Blick. Über dem Triumphbogen erscheint das vom „Verein für kirchliche Kunst“ gestiftete, von Albert Bothe (Dresden) gemalte Bild des Heilands, der vor der Stadt dem Volke predigt. Links davon die Loge der Spremberger Herrschaft, mit den Wappen derer von Criegern geschmückt, rechts die der Niederfriedersdorfer Herrschaft, mit dem von Oppellschen Wappen versehen. Durch die Längsachse des Schiffes zieht sich ein ca. 1,5 m breiter Gang …. An den beiden Seiten des Langhauses sind je zwei Emporen. Der Apsis gegenüber präsentiert sich auf der dort vorhandenen einzigen Empore (Orgelempore) die prächtige, von Eule erbaute Orgel, über deren drei Türmen kunstvolle vergoldete Holzschnitzereien angebracht sind, mit denen im Jahre 1701 schon die Orgel des alten Gotteshauses geschmückt war. Die Decke des Langhauses zeigt die Embleme der vier Evangelisten, von Rosenranken umwunden.“
„Durch die Sprengung der Spreebrücke 1945 hinterließ auch der Zweite Weltkrieg an der (Spremberger) Kirche seine Spuren. Ein großer Teil der Kirchenfenster ging zu Bruch, und das Kirchendach musste fortan immer wieder ausgebessert werden.“ Außerdem hatte der Lauf der Zeit dem Mauerwerk und dem Schieferbelag bzw. -behang des Kirchturms stark zugesetzt. Eine Behebung der Schäden, die 1954 erfolgen sollte, kam wegen Fehlens des erforderlichen Gerüstes nicht zustande. Anlässlich der vor dreihundert Jahren erbauten Apsis (1666) erfolgte 1966 deren Restaurierung. Im gleichen Jahr wurde unter der Orgelempore eine Trennwand eingebaut. Ein zehn Jahre lang im Seitengang der Kirche schlummernder Sparren, der für die Stabilität des Turmoberteils notwendig war, fand schließlich bei der Realisierung der alten Pläne in den Jahren 1974/75 seine Verwendung an der Westseite des Turms. Durch eine Kupferspende der Partnergemeinde Neusalza-Sprembergs, des Celler Stadtteils Garßen, Holz aus dem Kirchenforst Putzkau und die Bereitstellung des Baugerüsts seitens des Evangelisch-Lutherischen Landeskirchenamts Sachsen, sowie zahlreiche Spenden und freiwillige Arbeitseinsätze, erhielt der Turm in jenen Jahren neu abgeputzt sein heutiges Erscheinungsbild.
Ein Missstand, der dem Kirchenbau seit Alters her zu schaffen machte und macht, ist der immer wieder auftretende Schwamm, der schon 1677 genannt wurde. Eine umfangreiche Schwammbekämpfung und -sanierung erfolgte in den Jahren 1993 bis 1995, wobei die Kirche zeitweise geschlossen werden musste. In dem Zusammenhang konnte jedoch die im Verlauf des Zweiten Weltkriegs ausgefallene Kirchenheizung noch nicht wieder erneuert werden. Allerdings setzten 1993 endlich die überfällige Neueindeckung des Kirchendachs und ein neuer Außenanstrich ein. Auch die alte Kirchturmuhr samt Zifferblatt unterzog man einer Reparatur und Modernisierung, indem sie mit einer Zeitschaltuhr für das tägliche Geläut ausgerüstet wurde.
Während man die Innenarchitektur der Spremberger Kirche nach Siegfried Seifert als „gemäßigten Jugendstil“ bezeichnen kann, lässt sich ihr äußeres Bild einem bestimmten Baustil schwer zuordnen. Wie dargelegt, erfolgten am Kirchengebäude zwischen dem 15. und 20. Jahrhundert mehrere An-, Um- und Neubauten, die demzufolge Elemente der jeweiligen Kunstepochen beinhalten. So entstand an der Spremberger Dorfkirche ein Mischbaustil bzw. gemischter Baustil in der Abfolge von Gotik, Renaissance, Barock und Neoklassizismus, wobei die beiden letzteren besonders stark ausgeprägt sind. Dies beeinträchtigt die Kirche in ihrer Architektur jedoch nicht, sondern widerspiegelt vielmehr ein harmonisches Ganzes mit besonderen Attributen der Baukunst.
„Auf Grund ihrer architektonischen Schönheit, baulichen Besonderheit und ihrer geographisch hohen Lage über der Spree ist die Kirche ein viel bewundertes Kleinod unserer Stadt. Besonders imponierend wirkt sie angestrahlt bei Nacht.“

### Kirchenraum
Von den meisten anderen flachgedeckten Emporenhallen, die vom 16. bis ins frühe 20. Jahrhundert als protestantische Predigtkirchen eingerichtet wurden, unterscheidet sich die Dorfkirche in Spremberg durch zwei Besonderheiten: Die Emporen füllen nicht nur die Seitenschiffe, sondern reichen über die Stützpfeiler hinaus bis in das Mittelschiff. Die von den Stützen getragenen Unterzüge verlaufen nicht in Längsrichtung des Kirchenraums, sondern in Querrichtung.

## Orgel
Nach dem großen Umbau in den Jahren 1665/66 erhielt die Spremberger Kirche ihre erste Orgel. Bis dahin nutzte man ein aus Taubenheim/Spree ausgeliehenes Positiv. Die erste Spremberger Orgel kam aus der Sechsstadt Lauban, die von dort mit zwei Fuhrwerken geholt werden musste. Ein Orgelbauer aus Schluckenau, wahrscheinlich Georg Weindt, hatte sie für 93 Taler angefertigt. Die Orgel erhielt ihren Platz in der zweiten Empore. Das sicherlich schon seinerzeit veraltete Instrument war 1679 bereits dermaßen verstimmt, dass es der Orgelfachmann Prätorius in Reichenbach/O.L. reparieren musste. Nach 25 Jahren hatte sie ausgedient.
Deshalb schlossen die Vertreter der Spremberger Grundherrschaft und der Kirchgemeinde einschließlich des Pfarrers und mehrfachen Magisters Zacharias Steinel am 16. August 1691 einen Vertrag über eine Neuanfertigung mit dem Orgelbauer Johann Rätze aus Zittau. Die 1696 vollendete Rätze-Orgel kostete 230 Taler. Das Werk hatte zehn Register im Manual. Freiwillige Spendenbeiträge ermöglichten das Malen und die Verzierung der Orgel mit wertvollem barockem Schnitzwerk, das bei der Eule-Orgel von 1901/02 weiter verwendet wurde.
Im Jahr 1755/56 erhielt diese Orgel zwei neue Stimmen und auch neue Bälge von dem Zittauer Fachmann Gottlieb Tamitius. Achtzig Jahre später, im Jahr 1837, wurde das Orgelwerk durch Friedrich Reiß aus Neugersdorf um ein Flautenregister vergrößert. Mit dem Abbruch der alten Spremberger Kirche 1901 war ihr Schicksal besiegelt. Von den Zeitgenossen als recht gutes Orgelwerk bewertet, „… hat sie doch 200 Jahre lang ihren Zweck getreulich erfüllt und ihrem Baumeister [Johann Rätze] Ehre gemacht.“

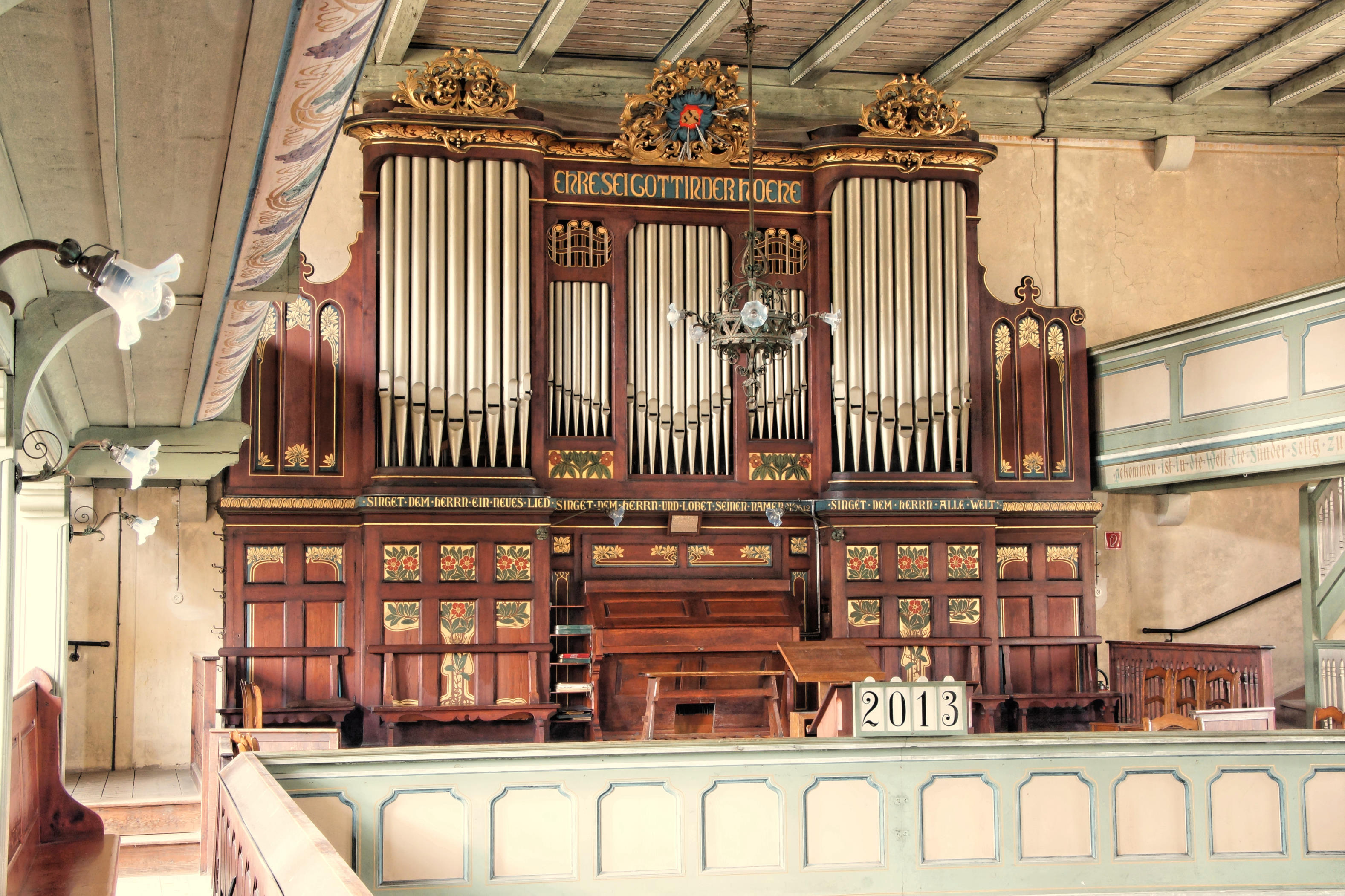
Orgel der Dorfkirche Spremberg

Mit dem Kirchenneubau zu Beginn des 20. Jahrhunderts zog auch ein neues, prächtiger ausgestattetes Orgelwerk (25 Register, II Manuale) in das Spremberger Gotteshaus ein, das die Bautzener Orgelbaufirma Hermann Eule anfertigte und noch heute in Gebrauch ist. „Über den drei Türmen der Orgel sind die kunstvoll vergoldeten Holzschnitzereien angebracht, mit denen schon im Jahre 1701 die Orgel im alten Gotteshaus geschmückt worden war.“
Anfang der 1960er-Jahre wurde das Orgelwerk gereinigt und damit im Zusammenhang eine Bekämpfung des Holzwurmbefalls vorgenommen. Aufgrund der erwähnten Bauarbeiten in den Jahren nach der Wende in und an der Kirche, die viel Staub verursachten, musste von 2005 bis 2007 eine Reinigung und Generalüberholung vorgenommen werden. An Kosten entstanden 42.000 Euro.
Heutige Disposition der Orgel (Opus 91): 25 Register, 2 Manuale, Pedal, Taschenlade, pneumatische Traktur.

## Spremberger Glocken
Für den neuen Kirchturmbau 1657 war der Glockenstuhl zwar für drei Glocken vorgesehen, aber bis zum Jahr 1787 bestand das Geläut nur aus zwei Glocken. Die größere Glocke wog 301 kg, die kleinere 162 kg. In der Christnacht des Jahres 1746 zersprang der Klöppel der größeren Glocke, und 1779 bekam sie selbst einen Sprung. Die Spremberger Glocke wurde von kurfürstlichen Stück- und Glockengießer August Sigismund Weinhold (1738–1796) in Dresden für 137 Taler umgegossen. Nach dem Umguss hatte sie ein Gewicht von 297,5 kg. Im Jahr 1787 ereilte die kleine Glocke das gleiche Schicksal – sie zersprang.
Die Kirchgemeinde Spremberg erteilte nunmehr Sigismund Weinhold den Auftrag, ein neues Geläut herzustellen. Er goss eine große Glocke mit einem Gewicht von 599,5 kg und eine kleine von 150 kg. Die mittlere Glocke von 1779 vervollständigte das dreistimmige, jedoch nicht ganz harmonisch klingende Geläut. Die neue große Glocke stiftete die Gemeinde Oberfriedersdorf, die damals nach Spremberg eingepfarrt war. Die „Weinholdschen Glocken“ kosteten nach seiner Rechnung vom 26. November 1787 insgesamt 640 Taler, wobei die zersprungene Glocke angenommen und mit 88 Talern verrechnet wurde.
Am 19. Februar 1849 zersprang die große Glocke beim Mittagsläuten, woraufhin man beim Dresdner Königlichen Hauptzeug-Stückgießer Johann Gotthelf Große (1808–1869) ein neues Geläut von drei Glocken in Auftrag gab.
1. Die neue große Glocke, geschmückt mit Gottesauge bzw. „Auge der Vorsehung“, Eichenlaub- und Weinlaubranke, trug folgende lange Inschrift: „Lobet den Herrn, der zu Zion wohnet“ und: „Zum Frieden schall vom hohen Thron, / zum Frieden bei der Andacht Chören, / und bei des Kindleins Weih ihr Ton, / und wenn sich Herzens Treue schwören. / Zum Frieden lade sie die Müden, / zur stillen Ruh und ew`gen Frieden.“
2. Die neue mittlere Glocke, verziert mit Weinlaubranken (oben) und Ähren- und Kornblumenranke (unten) sowie Kelch und Hostie darüber, zeigte folgende Inschriften: „Lebet Gott in Christo Jesu, unserm Herrn.“ „Zur Eintracht, zu herzinnigen Vereine / Versammelt die liebende Gemeine.“
3. Die kleine Glocke, dekoriert mit Sonnenblumenranke und Engelreigen zeigte oben ein Spruchband mit folgendem Text: „Heilig, heilig, heilig ist unser Gott …“ Unten fanden sich Rosengewinde und eine Metapher des Heilands mit der Inschrift: „Gehe ein zu deines Herrn Freude.“ „O, lernet, daß hier nichts besteht, / daß alles Irdische vergeht.“
Die Glocken, die den Namen des Glockengießers und den Ton verzeichneten, wurden am 8. September 1849 durch Pfarrer Eduard Herrmann Volkmar Ficker geweiht. Sie erklangen erstmals zum Erntedankfest am darauf folgenden Sonntag. Das bronzene Geläut (1042,5 kg, 522,5 kg, 304 kg) in Es-Dur (Töne: Es, g, b) wurde vom Kantor der Dresdner Kreuzkirche, Ernst Julius Otto (1804–1877), auf Stimmenreinheit geprüft und als gut eingeschätzt. Die Rechnung Johann Gotthelf Großes vom 8. September 1849 belief sich auf 1.153 Taler, wobei 860 Taler für die Entgegennahme der alten Glocken verrechnet wurden. Im Verlauf des Ersten Weltkriegs wurden die große und die mittlere Spremberger Glocke eingeschmolzen. Der Kirchgemeinde wurde nur die kleine Glocke zugestanden, die sie im Januar 1925 verkaufte.
Im Jahr 1922 konnte sich die Gemeinde ein neues Geläut von drei Stahlglocken zulegen, das die Stahlwerke Bochum gossen. Die große Glocke (1429 kg, Ton: D) – von der Kirchgemeinde gestiftet – trägt die Inschrift: „In ernster Zeit“, auf der mittleren Glocke (1036 kg, Ton: F) – von den Beschäftigten der örtlichen Landwirtschaft getragen – ist zu lesen: „Dem Herrn geweiht“ und auf der kleinen Glocke (650,5 kg, Ton: G) – von den damaligen Rittergutsherrschaften von Spremberg und Nieder-Friedersdorf gespendet – sind folgende Worte eingraviert: „Uns zur Seligkeit“. Im Gegensatz zu den Neusalzaer Kirchenglocken aus Bronze überstand das stählerne Spremberger Geläut den Zweiten Weltkrieg und erklingt bis heute.

## Denkmale an der Kirche und auf dem alten Friedhof
(Nach Cornelius Gurlitt (1910), S. 549ff., Walter Heinich (1918), S. 113ff. und Lutz Mohr (2011), S. 11ff.)

### An der Kirche (Apsis)
(Reihenfolge von links nach rechts bzw. Süd nach Nord)
- Epitaph des Pastors und mehrfachen Magisters Zacharias Steinel (1657–1710). Rechteckiger Sandstein (83 × 180 cm) mit einem Gesims oben und unten. Oben befindet sich eine große und unten eine kleine von Ranken umrahmte Kartusche. Die längere Inschrift bezieht sich auf Leben, Studium (Rostock, Leipzig) und Wirken des bedeutenden Geistlichen.
- Epitaph des Seyfrid (Siegfried) von Metzradt (1600–1660). Rechteckige Sandsteinplatte (94 × 215 cm). In der Mitte befindet sich das Oval umrahmte Wappen derer von Metzradt. Die Inschrift verweist darauf, dass S. von Metzradt als Rittergutsbesitzer zu Ober-Spremberg die einflussreichen Ämter des Kurfürstlich-Sächsischen Landkammerrates und Amtshauptmannes der Herrschaft Hoyerswerda ausübte.
- Epitaph der drei Frauen und vier Kinder des Pastors Zacharias Steinel (um 1700). Sandstein mit Aufsatz (98 × 225 cm), unten rechteckig. Auf dem Epitaph findet man drei Ranken geschmückte ovale Kartuschen, darüber zwei schwebende Kinderengel, die auf eine Glorie zeigen. Über dem Gesims ist ein kartuschenförmiger Aufsatz mit dem Relief einer Landschaft. Aus den Wolken brechen Strahlen hervor, zu denen drei Vögel aufbrechen. Auf einem Band und über der Glorie findet sich eine sehr lange Inschrift, die bereits um 1918 kaum noch lesbar war. Der Text erinnerte insbesondere an die schmerzlichen Schicksalsschläge, die der verdiente Geistliche mit dem frühen Tod seiner drei Frauen und mehrerer Kinder erlitt.
- Epitaph der Helene von Salza geb. von Uechtritz (1585–1655). Rechteckige schlichte Platte aus Sandstein (90 × 177 cm). An den vier Ecken findet man die Wappen der Adelsfamilien von Uechtritz aus dem Haus Steinkirch, von Gersdorf aus dem Haus Olbersdorf, von Nostitz aus dem Haus Sprotkischedorf und von Braun aus dem Haus Ottendorf. Die Inschrift verweist darauf, dass sie als Witwe des Herrn zu Langen Oelsa, heute Olszyna, Wiegang von Salza, mit 70 Jahren verstarb.
- Epitaph der Johanna Margareta von Leubnitz geb. von Dallwitz (1670–1697). Rechteckige Sandsteinplatte (92 × 180 cm) mit einem gemeißelten Schädel auf gekreuzten Knochen unten in der Mitte. Das Inschriftoval von Ranken umrahmt, ist mit den Wappen folgender Adelsfamilien umgeben: Der von Dallwitz, von Gersdorf, von Loeben, von Pilgram, von Schönberg, von Ponikau, von Tschammer und von Carlowitz. Ein langer Text in der Mitte berichtet davon, dass sie die Gemahlin des Herrn von Ober-, Mittel- und Nieder-Friedersdorf, des Ritters Wolf Ernst von Leubnitz war und nach einer schmerzlichen Geburt mit 27 Jahren verstarb.
- Epitaph des Wolf Heinrich von Leubnitz (1601–1665). Rechteckige Sandsteinplatte (91 × 185 cm). Das Epitaph zeigt einen Geharnischten mit langen Locken und Kriegerbinde. Die Rechte stützt sich auf einen Stock, der linke Arm ist auf eine Kartusche gelegt, auf der der Helm liegt. Vor dem Unterschenkel ist das mit Lorbeer umrahmte Wappen der Familie von Leubnitz mit dem Signum W.H./v. L. erkennbar. Die Inschrift der Kartusche übermittelt, dass Wolf Heinrich von Leubnitz dreißig Jahre das Amt des „Commissarius“ (Beauftragter, Gesandter) des Markgraftums Oberlausitz bekleidete und mit 64 Jahren verstarb.

### Grabdenkmäler (Auswahl)
auf dem bis Juli 1862 bestehenden alten Friedhof (Kirchberg):
- Grabstein des Fernkaufmanns Friedrich Vogtlitz oder Vognels († 1745) an der Südmauer des alten Friedhofes. Der große Sandstein (140 × 150 cm) war anscheinend der Unterbau eines prächtigen Grabmals. In der Mitte des Steins findet man den Gott Merkur mit Flügelhut abgebildet, den Schlangenstab in der Rechten und mit der Linken eine hohe Inschriftkartusche haltend. Der rechte Fuß ist auf einen Warenballen gesetzt, auf dem ein weinender Kinderengel sitzt. Hinter dem ganzen ist ein ausgebreitetes Tuch, das oben wohl an einem pyramidenförmigen Aufbau hing. Von der Inschrift war um 1918 nur noch folgendes Fragment erkennbar: „… Herrn Friedrich Vogtlitz …“ Nach einer Kirchenrechnung vom Jahr 1745 war aber dieser Stein auf der Grabstätte Friedrich Vognels (?), eines Fernkaufmannes aus London, errichtet worden, der in Neusalza oder Spremberg an Schlagfluß (Schlaganfall) verstarb und am 30. Mai 1745 auf dem Spremberger Friedhof beigesetzt wurde. Dieses Grabdenkmal dokumentiert die regen Handelsbeziehungen der Stadt Neusalza und des Dorfes Spremberg mit Lausitzer Tuchen im 18. Und 19. Jahrhundert, die außer nach Sachsen bis nach Hamburg und sogar England reichten.
- Grabstein des Johann George Grosche (1692–1749) und seiner ersten Frau Dorothea geb. Israel († 1744) in der Südostecke des Friedhofs. Sandstein (100 × 170 cm). Sockel mit Leichentextkartuschen, darüber zwei schildartige Inschrifttafeln. Der längere Text berichtet über den hiesigen Gerichtsältesten und Leinwandhändler J. G. Grosche und den glücklichen Ehen mit seinen Frauen Dorothea Israel und Anna Maria Scholdt, dass er sechs Söhne und zwei Töchter hatte und mit 57 Jahren verstarb.
- Grabstein des Pastors Magister Israel Traugott Garmann (1684–1746) und dessen Frau Regina Elisabeth geb. Bürger († 1737) an der südlichen Kirchhofsmauer. Sandstein (76 × 190 cm). Rechteckige Platte mit abgeschlagenen Seitenteilen, darauf zwei Inschriftovale, darüber eine Inschriftkartusche. Zwischen den Ovalen unten befindet sich ein Wappen. Die längere Inschrift berichtet über seine Herkunft und Kindheit im Meißnischen, das Studium in Wittenberg, dass er zweimal verheiratet war, neun Kinder zeugte und mit 53 Jahren verstarb.
- Grabstein der Caroline Friedricke Dorothea Schuchardt (1746–1759) vor der südlichen Friedhofsmauer. Sandstein (100 × 170 cm). Auf der Vorderseite (wohl ehemals Rückseite) ist unten ein breites, in Halbkreisen seitlich abgerundetes Inschriftfeld, darüber ein hochgestelltes großes in gleicher Form. Oben seitlich finden sich ein verstümmelter Kinderengel und eine Vase. Die langen Inschriften auf der Vorder- und Rückseite sagen aus, dass sie die Tochter des gelehrten und hiesigen Pfarrers Magister Karl David Schuchardt war, an schwerer Krankheit litt und im kindlichen Alter von dreizehn Jahren verstarb.
- Grabstein des Pfarrers Johann Konrad Tietze (1730–1809) und seiner Frau Johanna Maria geb. Lehmann († 1790). Sandstein (76 × 170 cm). Schlichte Inschrifttafel, die von einer Urne gekrönt ist. Die Inschrift dokumentiert Leben, Studium, Ehe und Kinder des Spremberger Geistlichen, der mit 77 Jahren verstarb.
- Grabstein des Karl Gottlieb Queißer (1742–1806). Stark verwitterter Sandstein, viereckiger Block, damals mit einer Urne gekrönt. Aus der Inschrift ging hervor, dass K.G. Queißer, Meister und Bleicher (Färber) in Spremberg, mit Frau Elisabeth geb. Bock aus Bautzen verheiratet war und im Alter von 64 Jahren verstarb.

### Verschollene Denkmale
Viele bemerkenswerte Sachzeugen zur Lokal- und Kirchengeschichte des Dorfes Spremberg gingen im Laufe der Zeit verloren, so insbesondere während des Neubaus der Spremberger Kirche 1901/02. Glücklicherweise lassen sich diese steinernen Zeitzeugen noch im Schrifttum finden. Als verschwunden gelten:
- Die Herrschaftliche Gruft mit mehreren Grabsteinen der einheimischen Adelsfamilie von Rodewitz, Rittergutsbesitzern von Spremberg und Friedersdorf im 16. und 17. Jahrhundert, die sich im Innern der abgebrochenen Kirche befanden. Die Grabsteine sind dabei anscheinend im Fundament des neuen Langhauses mit vermauert worden. Ein Nachkomme dieses alten Geschlechts, der Königlich-sächsische Kammerherr und Rittergutsbesitzer von Nieder-Friedersdorf, Hans Leo von Oppell, fertigte historisch bewusst seinerzeit Kopien von den Grabinschriften an. Demnach handelte es sich bei den Spremberg beigesetzten Landadligen um die Friedersdorfer Rittergutsbesitzer Christoph von Rodewitz († 18. September 1595), Caspar Heinrich von Rodewitz († 18. Juli 1614) und Adam von Rodewitz, dessen Sterbedatum nicht überliefert wurde. Auf den Grabplatten befanden sich die Reliefbildnisse der Verstorbenen in Ritterrüstung mit den Wappen der Adelsfamilien von Rodewitz und von Gersdorf.[22]
- Die Herrschaftliche Gruft der Spremberger Rittergutsbesitzer von Haugwitz und von Leubnitz, die Johann Adolf von Haugwitz 1564 erbauen ließ. Sie scheint während der Zeit des Zweiten Weltkriegs (1939–1945) oder kurz danach eingeebnet worden zu sein. Die Gruft war ein einfacher Bau mit Walmdach. Auf dem Sturzbogen der Tür befand sich das Allianzwappen der von Haugwitz und von Lützelburg. In der Gruft erfolgten Bestattungen jener Adelsfamilien im 17. und 19. Jahrhundert, so Johann Adolf von Haugwitz’ zweite Gemahlin, eine geborene von Lützelburg († 23. November 1664), Auguste Sophie Fredericke von Leubnitz geb. von Polenz († 30. Mai 1843), Johann August Ludwig von Leubnitz († 16. Januar 1837), Christiane Charlotte von Beust geb. von Carlowitz († 9. Januar 1848), Hans Anton August von Schlieben († 25. Oktober 1873) und dessen Gemahlin Auguste Adelheid von Schlieben geb. von Beust († 3. Juni 1900).[22]
- Das Sühnekreuz bei Rainbauers Gut in Spremberg von 1697, das an den Mord an den sorbischen Knecht aus Rascha und richterlichen Bediensteten in Ebersbach, Johann Jordan oder Pordan, erinnert. Am 24. August jenes Jahres wurde der Diener auf dem Weg zum Markt nach Neu-Salza bei dem genannten Bauerngut, wahrscheinlich in der heutigen Talstraße, von dem falschen Neu-Salzaer Scharfrichtergesellen Andreas Schubert erstochen. Das Sühnekreuz aus Sandstein, über das noch 1870/72 berichtet wurde, trug die Inschrift: „Zum Andenken hat … (der) Vater seinen Sohn Johann Pordan einen auf seine Kosten ausgearbeiteten Sand-Creuz-Stein setzen lassen, den Tag und das Jahr, wann die Tat geschehen, einhauen lassen.“[23]

Bemerkungen: Analog der Neusalzer Dreifaltigkeitskirche sind die entsprechenden Inventare für beide Kirchen, die Cornelius Gurlitt (Kirchen Neusalza und Spremberg, 1910), F. F. Rietzsch (Kirche Spremberg, 1910) und W. Heinich (Kirche Spremberg, 1918) vorstellten, heute überholt. Das aktuelle Verzeichnis „Vasa Sacra“ von 1937, das bei jeder Amtseinführung eines neuen Pfarrers abgeglichen werden muss, steht derzeit für eine Veröffentlichung nicht zur Verfügung.

## Aufmaß der Spremberger Dorfkirche
Im Gegensatz zur Dreifaltigkeitskirche Neusalza wurden keine Maße zur Spremberger Dorfkirche durch frühere Autoren schriftlich vermerkt. So können die Neusalza-Spremberger Heimatfreunde und Mitglieder der Interessengemeinschaft „Ortsgeschichte“ der Stadt, Eberhard W. Winkler und Günter Hensel, für sich in Anspruch nehmen, als erste Vermessungen an der Kirche durchgeführt zu haben. Ihre Vermessungstätigkeit am 16. April 2013, die sich weitaus komplizierter als an der Neusalzaer Kirche erwies, erbrachte folgende Ergebnisse: Kirchturmhöhe (bis Turmspitzen-Stern): 28,50 m, Kirchturmhöhe (bis Turmkugel): 26,80 m, Turmbasisbreite (Nordseite): 6,20 m, Firsthöhe des Langhauses: 16,00 m, Firsthöhe des Vorbaues: 13 m, Breite des Langhauses: 13,66 m, Länge des Langhauses (ohne Altarraum und Apsis): 25,00 m, Maße des Kirchenvorbaus: 7,90 m × 2,90 m = 22,91 m², Gesamtlänge der Kirche (von Vorbau-Anfang bis Apsis-Ende): 34,65 m. „Perspektivische Verzeichnungen sind teilweise berücksichtigt. Die Genauigkeit eines Theodolits oder einer Messkammer wurde natürlich nicht erreicht. In der Aufmaß-Zeichnung zur Spremberger Kirche fehlt die Apsis, da das Gebäude verbaut ist.“